# Medaliści światowych wojskowych igrzysk sportowych w piłce siatkowej
Medaliści światowych wojskowych igrzysk sportowych w piłce siatkowej – zestawienie zawodników i zawodniczek, którzy przynajmniej raz stanęli na podium igrzysk wojskowych w piłce siatkowej.
Rywalizacja o medale w piłce siatkowej przeprowadzana jest od I Igrzysk wojskowych, które odbyły się w 1995 roku w Rzymie. Wówczas, medale przyznano jedynie w konkurencji halowej. Od igrzysk wojskowych w Rio de Janeiro w 2011 roku o medale rywalizują zawodnicy i zawodniczki również w odmianie plażowej.
Pierwsze miejsce w klasyfikacji medalowej wszech czasów zajmuje Brazylia z dorobkiem 8 złotych medali, 1 srebrnego i 2 brązowych. Drugie w klasyfikacji wszech czasów, a także z największą liczbą wszystkich medali są Chiny (10 medale – 4 złotych i 8 srebrnych). Trzecie natomiast są Włochy. Siatkarze z tego kraju wywalczyli 2 złote i 3 brązowe.

## Piłka siatkowa halowa
W poniższych statystykach przedstawiono medalistów igrzysk w konkurencjach siatkarskich.

### Mężczyźni
| Rok i miejsce                    | Złoto | Srebro | Brąz |
| -------------------------------- | --- | --- | --- |
| 1995, Rzym (szczegóły)           | Korea Południowa | Rosja | Włochy |
| 1999, Zagrzeb (szczegóły)        | Włochy | Grecja | Chorwacja |
| 2003, Katania (szczegóły)        | Włochy | Chiny | Korea Południowa |
| 2007, Hajdarabad (szczegóły)     | Chiny Chen Fang Guo Peng Li Chun Liu Tingwei Yang Xiaonan Song Wei Wang Yancong Wu Xiaojiang Xie Wenhao Xu Jingtao Zhong Weijun                                                                                        | Korea Południowa K Ju Wan K Kwang Min K Dal Ho K Chul Hong K Sang Ki K Sang Yoon K Sang Ki E Kyung Sub M Sung Jun I Dong Kyu L Kang Joo K Do Hyung                                          | Indie A Siju K B Manu C S D P K J Arun J Siju K Sarath M Rajeil M S P P V G S Rahul X Boby                                                                                    |
| 2011, Rio de Janeiro (szczegóły) | Brazylia Raphael Margarido Lucas Provenzano Paulo da Silva Thiago Sens Thiago Gelinski Giovanni Baliana Renato dos Santos Vinícius Siqueira Paulo Ferreira Alexander Marczewski Anderson Rodrigues                     | Chiny Li Chun Liu Tingwei Zhong Weijun Zhao Yichen Xu Jingtao Wu Yiwen Wu Xiaojiang Yang Fan Wang Xiaowei Guo Peng Wang Yancong                                                             | Korea Południowa Kang Dong-jin Bae Ho-xhul Kim Jin-man Shin Yo-han Kwon Hyuk-mo Ha Hyun-yong Kim Na-woon An Tae-yong Shin Eu-ddem Song Mun-sup Hwang Sung-geun Kang Min-woong |
| 2015, Mungyeong (szczegóły)      | Brazylia Raphael (Vinhedo) Lucas Provenzano Raphael Thiago Edson Cândido Richardson Moreira Thiago Gelinski Aureliano da Silva Renato dos Santos Vinícius Siqueira Paulo Ferreira Alexander Marczewski Thiago Zambelli | Egipt Abdalla Bekhit Abdelhalim Abou Ahmad Abd al-Hajj Mamdouh Abdelrehim Mohamed Thakil Mohamed Masoud Omar Hassan Hossam Abdalla Mohamed Badawy Ahmed Elkotb Mohamed Moawad Mahmoud Raouf | Korea Południowa Jeong Yeong-ho An Jun-chan Lee Hyo-dong Gong Jae-hak Cho Sung-chul Jung Sung-min Kim Jeong-hwan Jo Min Cho Keun-ho Jo Jae-young Gu Do-hyeon Shin Yung-suk    |
| 2019, Wuhan (szczegóły)          | Chiny Miao Ruantong Jiang Chuan Mao Tianyi (c) Yuan Dangyi Ma Xiaoteng Tang Chuanhang Zhong Weijun Liu Libin Du Haoyu Wu Yiwen Li Muzi Zhang Zhejia                                                                    | Korea Południowa Jung Su-yong Jeong Seong-hyeon Oh Jae-seong Hwang Seung-bin (c) Kim Sung-min Kim Jae-hwi Eom Yun-sik Ahn Woo-jae Bae In-ho Kim Dong-hun Ham Hyeong-jin Heo Su-bong         | Pakistan Afaq Khan Hamid Yazman Anwar Khan Mubashar Raza (c) Farooq Haider Asif Nadeem Abu Zar Muhammad Usman Muhammad Yaseeni                                                |

### Kobiety
W poniższej tabeli przedstawiono medalistki igrzysk wojskowych w piłce siatkowej w konkurencji halowej kobiet.
| Rok i miejsce                    | Złoto | Srebro | Brąz |
| -------------------------------- | --- | --- | --- |
| 1995, Rzym (szczegóły)           | Kanada | Holandia | Stany Zjednoczone |
| 1999, Zagrzeb (szczegóły)        | Chorwacja | Chiny | Włochy |
| 2003, Katania (szczegóły)        | Korea Północna | Grecja | Włochy |
| 2007, Hajdarabad (szczegóły)     | Chiny Bai Yun Chen Yao Dong Lingou Fan Linlin Gao Cong Li Ying Liu Xiaojing Song Nina Suro Ma Wang Ke Shangguan YIlin | Korea Północna | Włochy S Beccegato C Bonca M Fadda E Carrozzo R Corigliano M Grassi M Magistrali R Martinese D Monteleone R Tecchiato A Di Tolla I Zelletta                                                                 |
| 2011, Rio de Janeiro (szczegóły) | Brazylia Fernanda Berti Regiane Bidias Fernanda Garay Rodrigues Juciely Cristina Silva Barreto Natasha Farinea Valeska Menezes Veridiana Mostaco da Fonseca Dayse Figueiredo Fernanda Berti Ana Cristina Porto Camilla Adão Monique Pavão Michelle Pavão | Chiny Liu Congcong Zhu Linfen Liu Yanhan Wang Nan Shen Jingsi Fan Linlin Chen Yao Zuo Ting Bai Yun Sun Xiaoqing Wang Yan Wang Lin              | Niemcy Kristin Kaspersky Tina Bents Janine Hinderlich Stephanie Müller Kristin Kowollik Mona Akuamoa-Boateng Eileen Heidepriem Birgit Thumm Claudia Friebe Daniela Dieckmann Frederike Fischer Sina Kostorz |
| 2015, Mungyeong (szczegóły)      | Brazylia Regiane Bidias Ana Cristina Porto Natasha Farinea Valeska Menezes Veridiana Mostaco da Fonseca Cláudia Bueno da Silva Priscila Heldes Bruna Honório Michelle Pavão Renata Colombo                                                               | Chiny Wang Yunlu Zhu Linfen Liu Yanhan Yang Junjing Shen Jingsi Fan Linlin Zuo Ting Yuan Xinyue Qi Lin Wang Qi Wang Yan Huang Liuyan           | Wietnam Trần Thị Thảo Âu Hồng Nhung Nguyễn Thị Thanh Hương Trần Thu Trang Vũ Thị Thu Hà Phạm Thị Yến Đỗ Thị Minh Nguyễn Linh Chi Vương Thị Mai Trần Tôn Nữ Ly Linh Bùi Thị Ngà Phạm Thị Liên                |
| 2019, Wuhan (szczegóły)          | Brazylia Amanda Francisco Ellen Braga Juliana Carrijo Mariana Cassemiro Sonaly Cidrão Renata Colombo Valquíria Dullius Sassá Priscila Heldes Angélica Malinverno (c) Carla Santos Mayhara da Silva                                                       | Chiny Chen Xintong Duan Fang Gao Yi Huang Liuyan Li Yingying Liu Yanhan (c) Ouyang Xixi Wang Yunlu Yang Junjing Yang Yi Yuan Xinyue Zhou Yujie | Korea Północna Choe Pok-hyang Choe Su-jong Jong Jin-sim (c) Jong Song-hui Ju Un-hyang Kim Hong-hwa Kim Hyon-ju Kim Un-jong Pyon Rim-hyang Ri Ra-hyang Rim Hyang Son Hyang-mi                                |

## Piłka siatkowa plażowa

### Mężczyźni
W poniższej tabeli przedstawiono medalistów igrzysk wojskowych w piłce siatkowej w konkurencji plażowej mężczyzn.
| Rok i miejsce                    | Złoto                                         | Srebro                                | Brąz                                    |
| -------------------------------- | --------------------------------------------- | ------------------------------------- | --------------------------------------- |
| 2011, Rio de Janeiro (szczegóły) | Brazylia Jan Ferreira Bernardo Romano         | Chiny Liu Wen Zhou Sun                | Brazylia Rogério Ferreira Roberto Pitta |
| 2015, Mungyeong (szczegóły)      |                                               |                                       |                                         |
| 2019, Wuhan (szczegóły)          | Brazylia Bruno Oscar Schmidt Evandro Oliveira | Niemcy Bennet Poniewaz David Poniewaz | Oman Nouh Aljalbubi Mazin Alhashmi      |

### Kobiety
W poniższej tabeli przedstawiono wszystkie medalistki igrzysk wojskowych w piłce siatkowej w konkurencji plażowej kobiet.
| Rok i miejsce                    | Złoto                                | Srebro                              | Brąz                                   |
| -------------------------------- | ------------------------------------ | ----------------------------------- | -------------------------------------- |
| 2011, Rio de Janeiro (szczegóły) | Brazylia Vanilda Leão Ângela Lavalle | Chiny Fan Jihaui Liu Chang          | Brazylia Camila Fonseca Rachel Nunes   |
| 2015, Mungyeong (szczegóły)      |                                      |                                     |                                        |
| 2019, Wuhan (szczegóły)          | Chiny Wang Fan Xia Xinyi             | Brazylia Taiana Lima Talita Antunes | Rosja Nadieżda Makroguzowa Daria Rudyk |

## Klasyfikacja medalowa państw
Poniższa tabela przedstawia klasyfikację państw, które zdobyły przynajmniej jeden medal w piłce siatkowej. Pod uwagę wzięto wszystkie konkurencje jednocześnie – piłkę siatkową halową kobiet i mężczyzn oraz piłkę siatkową plażową kobiet i mężczyzn.
| Lp.               | Państwo           | złoto | Srebro | Brąz | Razem |
| ----------------- | ----------------- | ----- | ------ | ---- | ----- |
| 1.                | Brazylia          | 8     | 1      | 2    | 11    |
| 2.                | Chiny             | 4     | 8      | 0    | 12    |
| 3.                | Włochy            | 2     | 0      | 3    | 5     |
| 4.                | Korea Południowa  | 1     | 2      | 3    | 4     |
| 5.                | Korea Północna    | 1     | 1      | 2    | 4     |
| 6.                | Chorwacja         | 1     | 0      | 1    | 2     |
| 7.                | Kanada            | 1     | 0      | 0    | 1     |
| 8.                | Grecja            | 0     | 2      | 0    | 2     |
| 9.                | Niemcy            | 0     | 1      | 1    | 2     |
| 9.                | Rosja             | 0     | 1      | 1    | 2     |
| 11.               | Egipt             | 0     | 1      | 0    | 1     |
| 11.               | Holandia          | 0     | 1      | 0    | 1     |
| 13.               | Indie             | 0     | 0      | 1    | 1     |
| 13.               | Oman              | 0     | 0      | 1    | 1     |
| 13.               | Pakistan          | 0     | 0      | 1    | 1     |
| 13.               | Stany Zjednoczone | 0     | 0      | 1    | 1     |
| 13.               | Wietnam           | 0     | 0      | 1    | 1     |
| Razem (18 państw) | Razem (18 państw) | 18    | 18     | 18   | 54    |